# Augusto Hilário
Augusto Hilário da Costa Alves (Viseu, 7 de janeiro de 1864 – Viseu, 3 de abril de 1896) foi um intérprete português da canção de Coimbra.

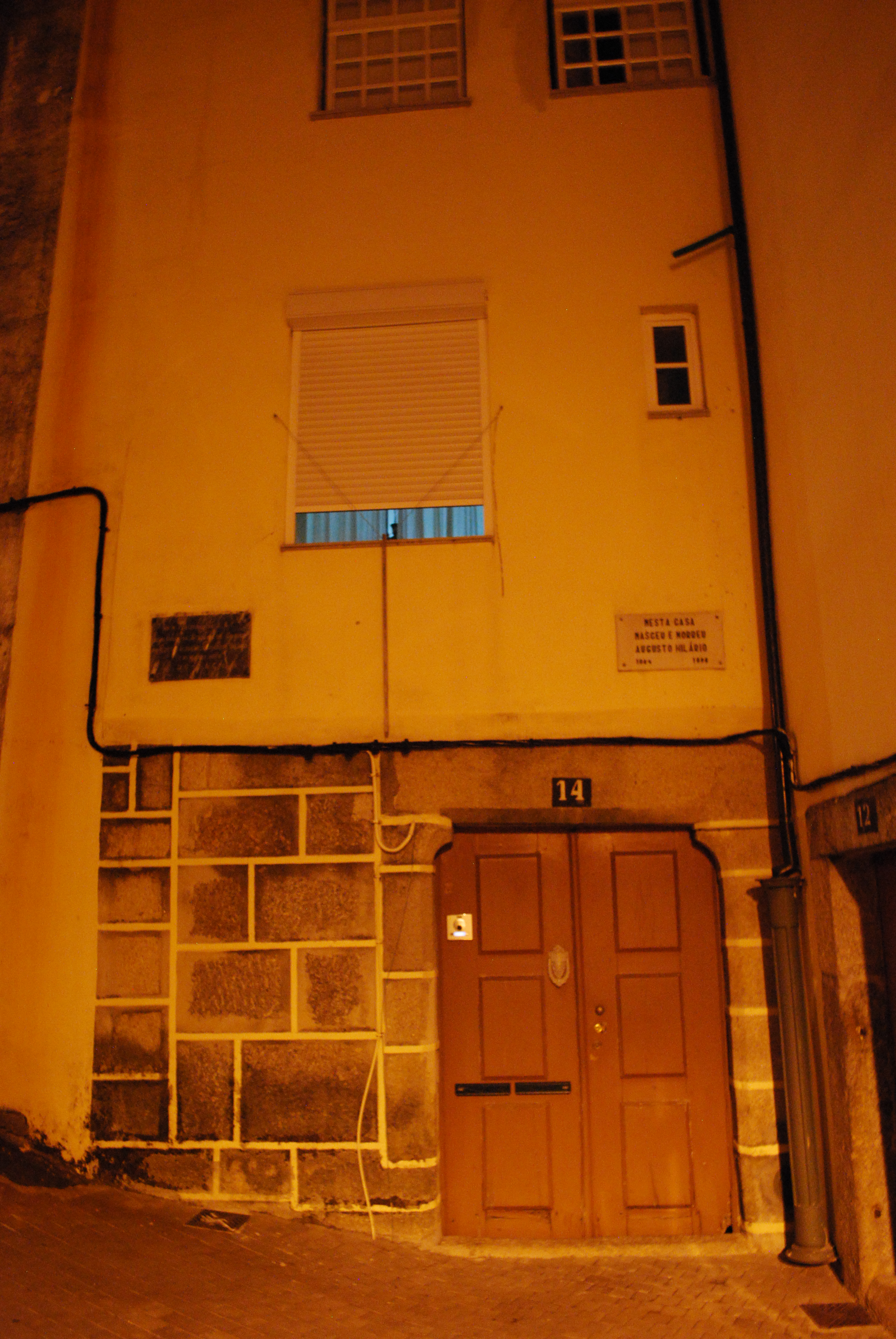
Casa onde nasceu e faleceu Augusto Hilário, em Viseu.

Hilário nasceu em Viseu em Janeiro de 1864 na Rua Nova. A data do seu nascimento é ainda uma incógnita, porquanto o registo de baptismo refere que foi “exposto na roda desta dita cidade pelas cinco horas da madrugada do dia sete do dito mês e ano”, sendo baptizado a 15 do mesmo mês e ano pelo páraco da Sé, com o nome de Lázaro Augusto. Ao receber o crisma em 26 de Maio de 1877, muda o nome para Augusto Hilário. 
As dúvidas que se poderiam levantar em relação à sua filiação ficam desfeitas em face da certidão de óbito que refere Augusto Hilário como filho legítimo de António Alves e de Ana de Jesus Mouta. Crê-se assim, que Hilário terá sido fruto de um enlace pré-matrimonial sendo por isso exposto na Roda e posteriormente reconhecido. 
Frequentou o liceu de Viseu com o intuito de fazer os estudos preparatórios para a admissão à Faculdade de Filosofia, mas os anos foram passando sem que concluísse a disciplina de filosofia. 
Matriculou-se em Coimbra, mas também aí os resultados não foram famosos e revela-se então um apaixonado pela boémia coimbrã, notabilizando-se como cantor e executante de guitarra. Os temas de sua autoria correram o país de lés a lés, ficando imortalizado o Fado Hilário.
 Em 1889-90, foi examinado no liceu de Coimbra e tendo feito uma prova admirável foi aprovado com boa classificação. Matriculou-se então no 1º ano de Medicina, tendo assentado praça na Marinha Real para obviar à falta de recursos, recebendo um subsídio do Estado. 
A sua actividade de cantor e trovador era conhecida pelo país inteiro, em particular na Academia Coimbrã, onde era o “Rei da Alegria”. O seu esmerado trato e a sua cordialidade faziam dele o grande animador dos serões académicos. Nos seus temas, interpretou poemas de Guerra Junqueiro, António Nobre, Fausto Guedes Teixeira, para além dos que ele próprio criou. 

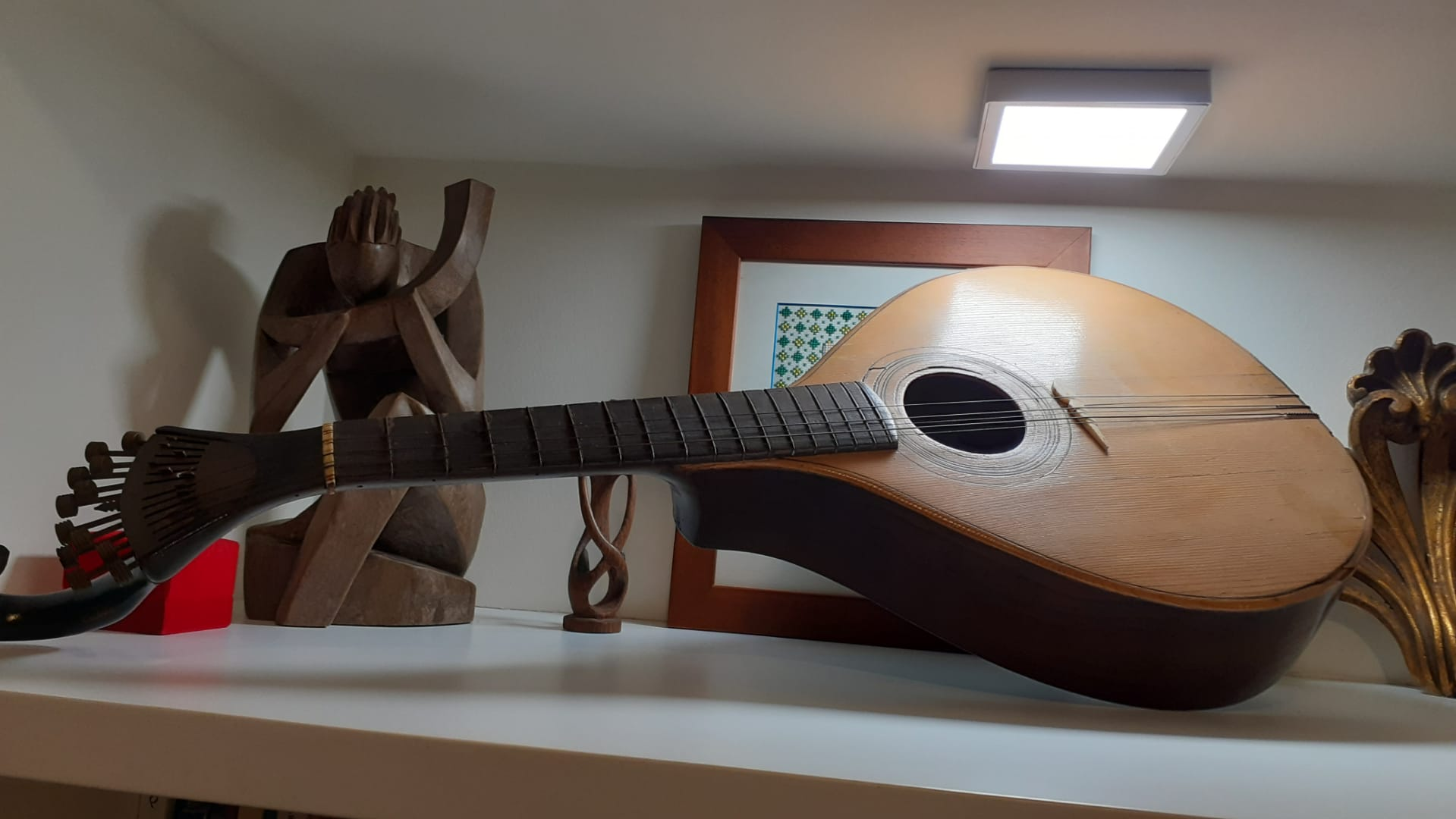
Guitarra de Hilário

Parte alta da sua vida de intérprete foi a participação na festa de homenagem ao grande poeta João de Deus, que se realizou em Lisboa no Teatro D. Maria II, a que se associou a Academia de Coimbra e onde participaram entre outros o Doutor Egas Moniz. No decorrer do espectáculo, após a sua intervenção e em plena apoteose do público presente, Hilário atirou para o meio da multidão a sua guitarra, da qual nunca mais nada se soube. O Ateneu Comercial de Lisboa a 2 de Junho de 1895, oferece-lhe aquela que foi a sua derradeira guitarra e que se encontra actualmente na posse do Museu Académico de Coimbra, por especial oferta da família. 
Como poeta escreveu dezenas de quadras que se imortalizaram, e das quais se destacam Fado Hilário (36 quadras); Novos fados do Hilário, recolha de um conjunto apreciável de quadras; Carteira de um Boémio, conjunto de versos manuscritos de que se ignora o seu paradeiro. 
 A sua grande capacidade de improvisar fazia dele uma figura popular e sublime que entusiasmava quem o ouvia tendo actuado em Viseu, Coimbra, Lisboa, Espinho e Figueira da Foz, entre outros lugares. 
Foi uma hora de luto nacional aquela que o ceifou à vida no dia 3 de Abril de 1896, pelas 21 horas, vitimado por uma “ictericia grave hypertermica”. Morreu na sua casa da Rua Nova, contando 32 anos. Frequentava então o 3º ano da Escola Médica da Universidade de Coimbra e era aspirante da Escola Naval. 
O seu funeral foi imponente, com uma aparatosa multidão que o quis acompanhar até à sua última morada no cemitério da cidade de Viseu onde ficou sepultado em jazigo de família [um erro, pois nunca existiu jazigo de família]. Em carta de condolências datada de 5 de Abril de 1896, remetida de Mangualde à sua mãe pelos seus colegas é feita a síntese do sentimento académico de então: 
       
“Está de lucto a mocidade portugueza!” 
 Chorado por admiradoras, amigos e conhecidos, chorado por simples amantes do fado, Hilário marcou para sempre a academia conimbricense ao enraizar-lhe na alma o que lhe faltava. A admiração provocada nos seus contemporâneos levou a que o seu nome fosse dado a um jornal que se fundou em Viseu pouco tempo após a sua morte. Em 12 de Junho de 1896, surge nas bancas O Hylário, com a figura do cantor ao centro da 1ª página e tendo a guitarra como ex-libris. Semanário “imparcial e livre de quaesquer agrupamentos partidários”, assim foi também o seu homónimo. 
 Se nunca foi feita uma biografia do poeta-cantor, referências em jornais e revistas não faltam. Vejam-se, por exemplo, os artigos publicados logo após a sua morte, na revista O Occidente, de 1896, no jornal que teve o seu nome ou noutro semanário de Viseu, A Liberdade, que transcreve em vários números as notícias saídas em jornais de todo o país aquando da sua morte. 
Em 1967, a família, por intermédio da Srª Dª Maria Alice Trindade de Figueiredo, entregou ao Museu Académico de Coimbra uma das guitarras que o seu tio-avô dedilhara em muitas ocasiões e que lhe tinha sido oferecida pelo Ateneu Comercial de Lisboa quando ali se deslocou a cantar. 
 Em 30 de Junho de 1979, é a vez da Camara Municipal de Viseu promover uma grande homenagem ao poeta a que se associou toda a população da cidade e academia Coimbrã, tendo sido atribuído o seu nome a uma rua da cidade e descerrada uma lápide na casa onde nasceu. 
Em 1 de Dezembro de 1987, a Associação Académica de Coimbra, recordou o grande Augusto Hilário, por ocasião do I Centenário da Academia, editando um desdobrável onde se podia ler um artigo escrito no Jornal dos Estudantes, de 1 de Maio de 1896, poucos dias, portanto, decorridos sobre a sua morte. É mais um testemunho da dor que a morte do intérprete provocou no coração de todos os estudantes, futricas e tricanas de Coimbra